# Psammomys obesus
Psammomys obesus (Псамоміс товстий) — вид родини мишеві (Muridae).

## Поширення
Країни проживання: Алжир, Єгипет, Ізраїль, Йорданія, Лівія, Мавританія, Марокко, Саудівська Аравія, Судан, Сирія, Туніс. Вид можна знайти тільки в безпосередній близькості від соковитих чагарників, які є його основним джерелом їжі. Це денний колоніальний вид, що живе в системі нір, збудованій в ґрунті або піску. 